# Comunitat de comunes del Pays de Niederbronn-les-Bains
La Comunitat de comunes del Pays de Niederbronn-les-Bains (oficialment: Communauté de communes du Pays de Niederbronn-les-Bains) és una Comunitat de comunes del departament del Baix Rin, a la regió del Gran Est.
Creada al 1999, està formada 13 municipis i la seu es troba a Niederbronn-les-Bains.

## Municipis
1. Dambach
2. Gumbrechtshoffen
3. Gundershoffen
4. Mertzwiller
5. Mietesheim
6. Niederbronn-les-Bains
7. Oberbronn
8. Offwiller
9. Reichshoffen
10. Rothbach
11. Uttenhoffen
12. Windstein
13. Zinswiller